# Ālenush Teriān
Ālenush Teriān (en armenio: Ալենուշ Տէրեան; en persa: آلنوش طریان; also: آلنوش تریان‎, (9 de noviembre de 1920-4 de marzo de 2011), fue una astrónoma y física iraní-armenia. Primera profesora de física en Irán y cofundadora del Observatorio Solar de Instituto de Geofísica de la Universidad de Teherán. Es considerada la madre de la astronomía moderna en Irán.

## Primeros años
Teriān nació en una familia de origen armenio en Teherán, Irán. Se crio en un ambiente intelectual y rodeada de cultura. Su padre, Arto, era director de teatro, poeta y traductor (entre sus trabajos, esta la traducción de la obra Shāhnāmé del persa al armenio); su madre, Vartu, era actriz y directora de teatro. Sus padres apoyaron su formación y su carrera profesional.
eriān comenzó sus estudios en la Escuela Armenia de Teherán y posteriormente asistió a la Escuela Secundaria Anooshirvan Dadgar, destinada a estudiantes zoroastrianos. Su buen desempeño académico le permitió ingresar a la Universidad de Teherán, donde cursó estudios en física, disciplina que le interesó especialmente debido a la influencia de sus profesores..

## Trayectoria profesional
Teriān se graduó en 1947 en el Departamento de Ciencias de la Universidad de Teherán. Comenzó su carrera en el laboratorio de física de esta universidad y fue designada jefa de operaciones del laboratorio ese mismo año.
Presentó una solicitud para una beca de estudios en Francia, pero fue rechazada por Ministro de Educación,  Mahmoud Hesabi, por considerar que los estudios de Teriān ya eran más que suficientes para una mujer.
Finalmente pudo continuar su formación en Francia gracias al apoyo financiero de sus padres, y en 1956 obtuvo el doctorado en Física de la atmósfera en la Universidad de la Sorbona. Posteriormente regresó a Irán y trabajó como profesora asistente en termodinámica en la Universidad de Teherán. Más tarde trabajó en física solar en Alemania Oriental durante cuatro meses gracias a una beca que le otorgó el gobierno alemán. En 1964 se convirtió en la primera profesora de física en Irán.
En 1966, Teriān fue designada como miembro del Instituto de Geofísica de la Universidad de Teherán. En 1969 fue elegida como jefe de estudios sobre Física Solar en esta universidad donde fue una de las fundadoras del Observatorio Solar y donde estuvo trabajado hasta 1979, cuando se retiró.
Con motivo de su 90 cumpleaños se organizó un homenaje en Teherán al que asistieron numerosos parlamentarios iraníes y más de 100 iraníes-armenios.
Murió el 4 de marzo de 2011. En el momento de su muerte estaba viviendo en Teherán.